# 윤석금
윤석금(尹錫金, 1945년 12월 20일~)은 웅진그룹 회장을 맡고 있는 대한민국의 기업인이다.

## 경력
- 브리태니커 한국지사 사업국 상무
- 헤임인터내셔널 대표이사 사장
- 웅진출판 대표이사 사장
- 웅진코웨이 대표이사 사장

## 저서
- 2009년 《긍정이 걸작을 만든다》: 리더스북